# Lilium pyrophilum

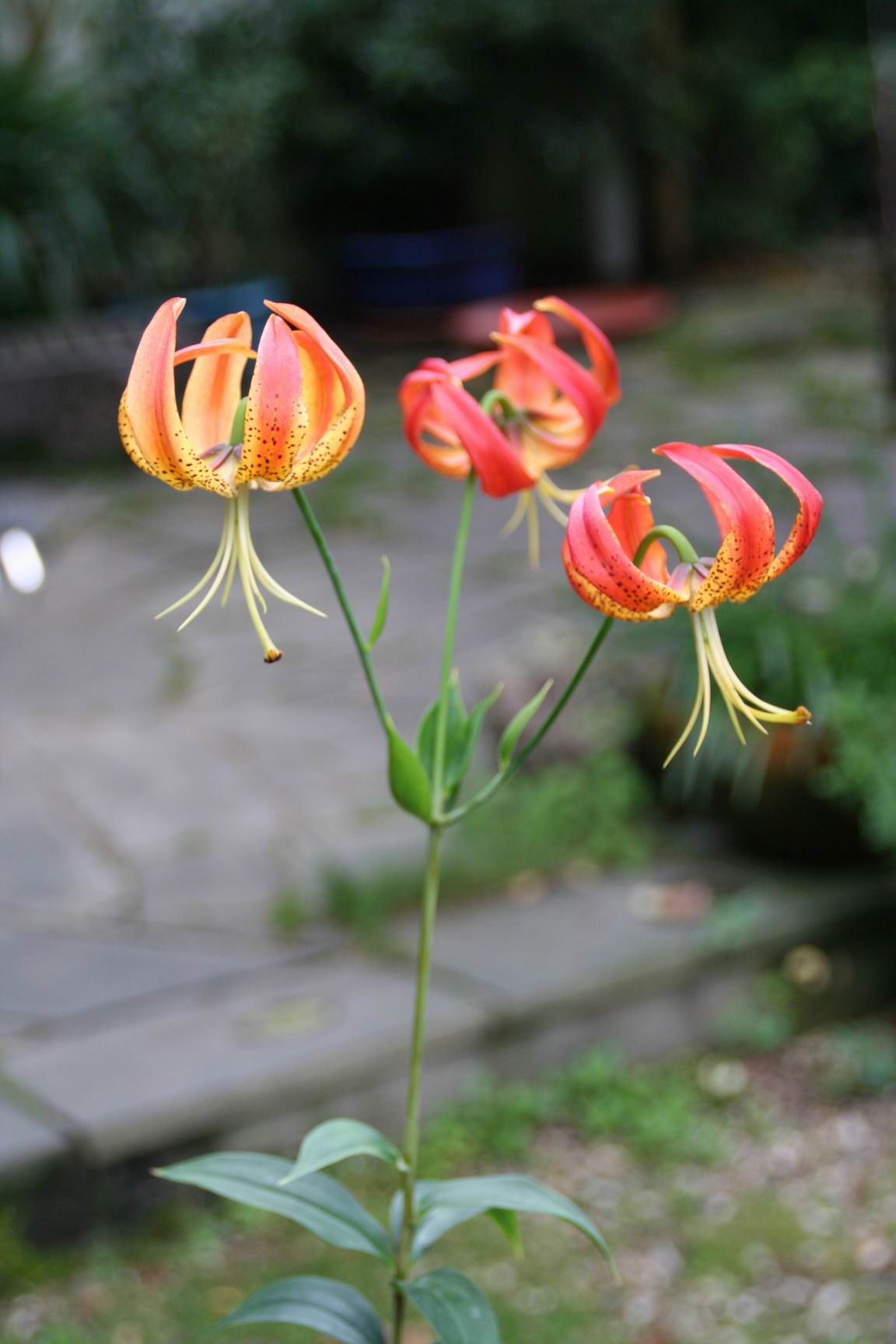
Lilium pyrophilum.].

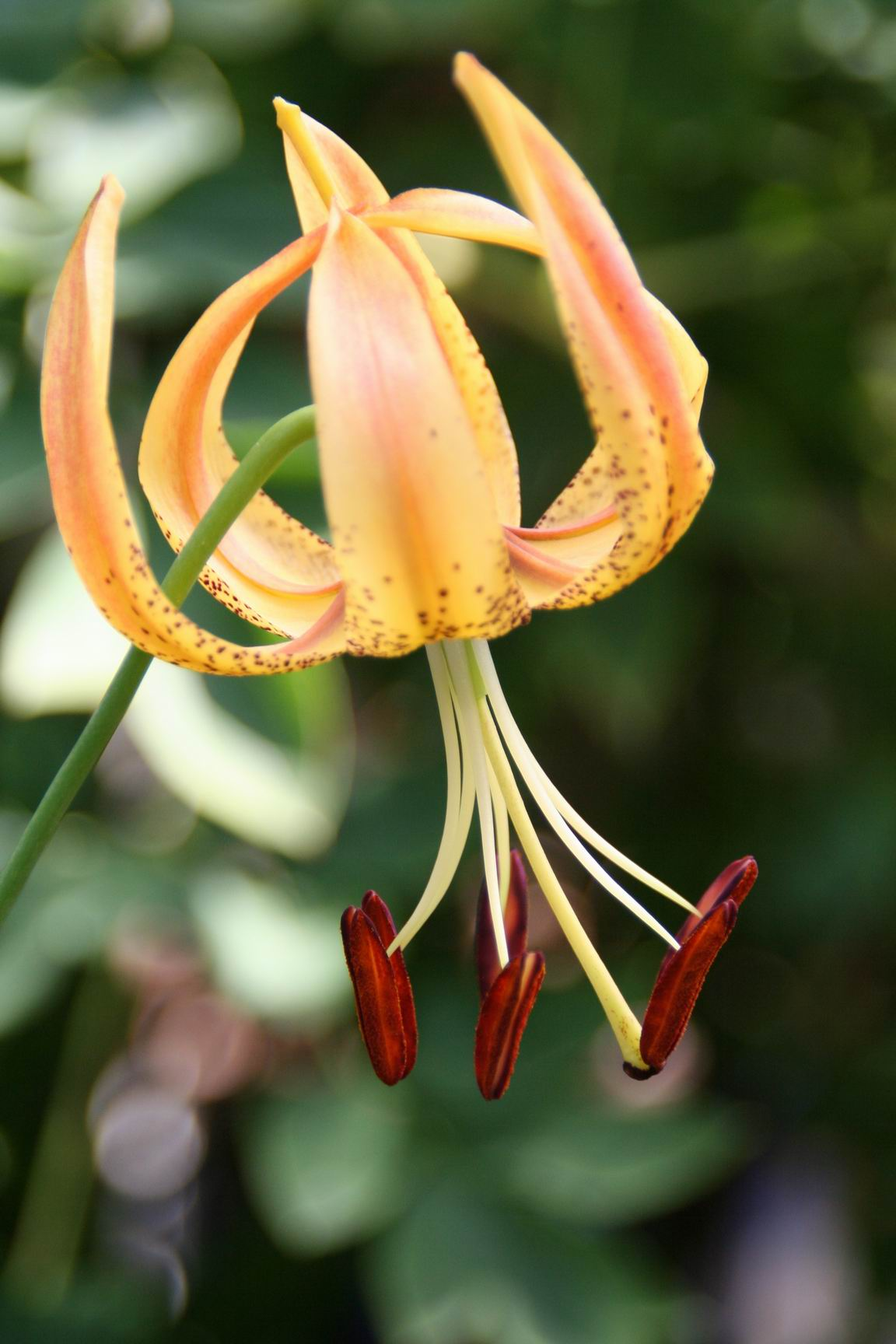
Lilium pyrophilum.

Lilium pyrophilum é uma espécie de planta com flor, pertencente à família Liliaceae.
A planta é nativa da Carolina do Norte, Estados Unidos. O lírio em terreno arenoso junto a pinheiros aonde regularmente a mata é queimada por incêndios, fato que dá origem ao seu nome (pyrophilum= "fogo amoroso").